# Disponibel inkomst
Disponibel inkomst är den del av en persons eller ett hushålls inkomst som kan användas till konsumtion och sparande. Den beräknas som summan av inkomster och transfereringar (exempelvis barn- och bostadsbidrag och försörjningsstöd) minus slutlig skatt.

## Skillnader i redovisning mellan länder
I Europa räknar man inte in kapitalvinst/kapitalförlust (förr: reavinst/reaförlust) i den disponibla inkomsten, men traditionell svensk statistik inkluderar också dessa. Notera att nyckeltalet inte innehåller "svarta" inkomster eller till exempel egen produktion i hemmet. 

## Begränsningar
Den disponibla inkomsten är inte en fullständig mätare på ekonomisk välfärd men ger en bild av inkomstfördelningen i regionen. Köpkraft är disponibel inkomst per konsumtionsenhet i förhållande till prisnivån, vilket möjliggör direkt jämförelse mellan olika typer av hushåll. En annan storhet är disponibel inkomst per capita vilket är disponibel inkomst i medeltal per person.